# Manarina
Malaza là một chi bướm ngày thuộc họ Bướm nâu.